# Women’s Freedom League

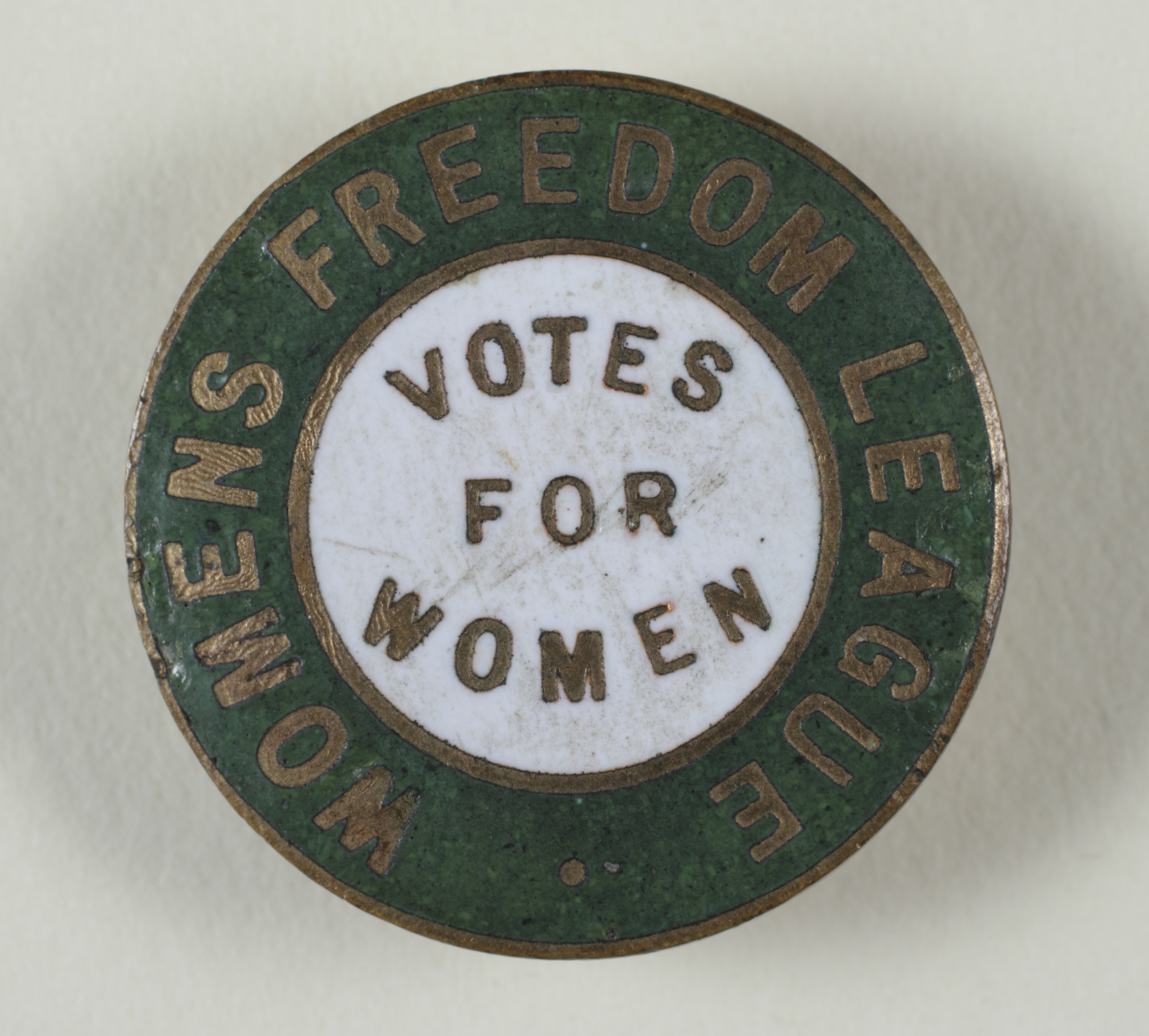
Votes For Women Anstecker

Die Women's Freedom League (WFL) war eine Organisation im Vereinigten Königreich, die sich für das Frauenwahlrecht und die Gleichstellung von Frauen einsetzte. Sie spaltete sich 1907 von der Women’s Social and Political Union (WSPU) ab, da Emmeline Pankhurst und ihre Tochter Christabel die WSPU auf undemokratische Weise unter ihre alleinige Führung stellten. Eine eigene Zeitung, The Vote, sorgte für die Kommunikation mit der Öffentlichkeit und für die Verbreitung der Ideen und Informationen der WFL.

## Geschichte
Die Gruppe wurde 1907 von siebenundsiebzig Mitgliedern der „Women’s Social and Political Union“ (WSPU) gegründet, darunter waren Teresa Billington-Greig, Charlotte Despard, Alice Schofield, Edith How-Martyn und Margaret Nevinson. Sie waren nicht einverstanden mit der Ankündigung von Christabel Pankhurst, dass die Jahreskonferenz der WSPU abgesagt werde und dass künftige Entscheidungen von einem Ausschuss getroffen werden würde, den sie ernennen würde.
Die neue Liga lehnte Gewalt ab, wollte stattdessen gewaltfreie Formen des Protestes anwenden; dazu gehörten Steuerverweigerung, Nichtausfüllen von Zensusformularen,  Organisation von Demonstrationen und auch das Sich-selbst-Anketten an Objekte im Palace of Westminster. Die WFL wuchs auf über 4.000 Mitglieder an und gab von 1909 bis 1933 die Wochenzeitung The Vote heraus. Elizabeth Knight (Ärztin) kümmerte sich um die Finanzierung der Women's Freedom League. Sie übernahm 1912 das Amt der Schatzmeisterin von Constance Tite und verbesserte die finanzielle Situation der WFL. Vor ihrer Ernennung musste sich diese manchmal an ihre Mitglieder wenden und sie um Kredite bitten. Knight führte ein Fundraising-Programm für die WFL ein. Etwas half auch die große Spende einer „anonymen“ Person bei der Verbesserung der Finanzen; es wird vermutet, dass Knight es selbst war.

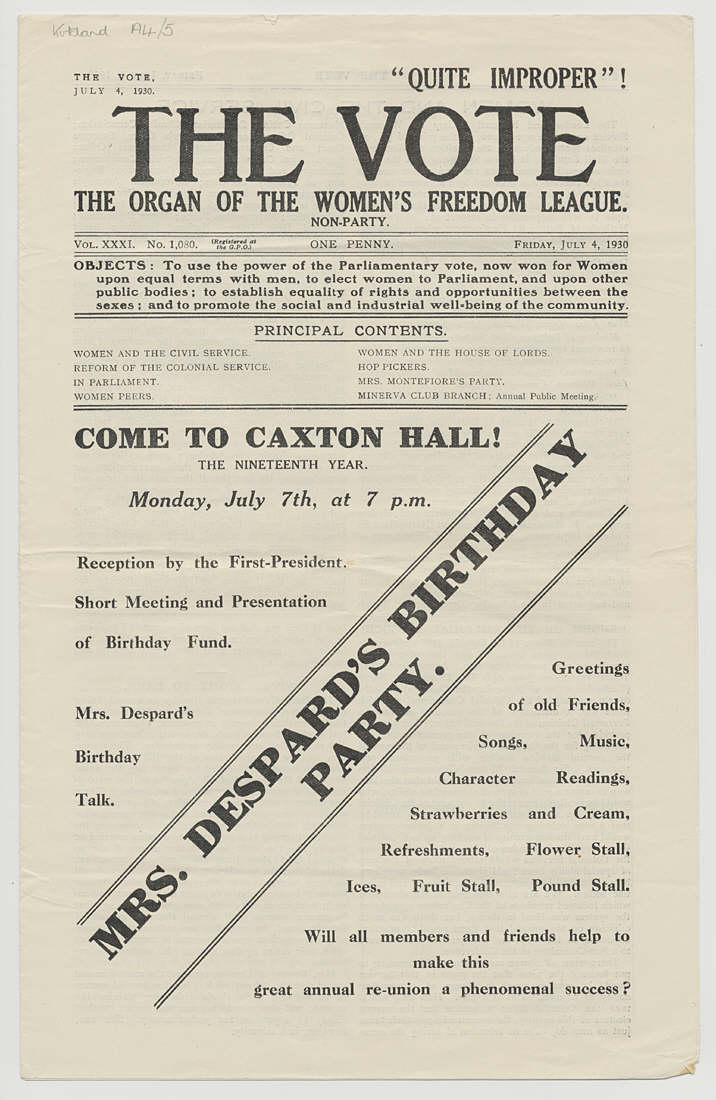
4. Juli 1930 Ausgabe der The Vote

1912 wurde Nina Boyle Leiterin der politischen und militanten Abteilung der WFL. Sie veröffentlichte viele Artikel in der Zeitung der WFL, The Vote. Boyle startete eine Kampagne für Frauen, um ihnen die Möglichkeit zu eröffnen, Hilfspolizistin zu werden. Diese Kampagne fiel 1914 zeitlich mit dem Ausbruch des Ersten Weltkriegs und dem Aufruf zu Unterstützung für die Kriegsanstrengungen zusammen, die Boyle sich von Frauen und Männern gewünscht hatte. Als der Antrag offiziell abgelehnt wurde, gründete Boyle zusammen mit Margaret Damer Dawson, einer wohlhabenden Philanthropin und ihrerseits Aktivistin für die Rechte der Frauen, die erste freiwillige Frauenpolizei – die Women Police Volunteers (WPV).
Die Liga setzte ihren Pazifismus während des Ersten Weltkriegs fort und unterstützte das Women's Peace Council. Bei Kriegsausbruch hatten sie ihre Kampagnen ausgesetzt und sich freiwillig engagiert.
Bei der Britischen Unterhauswahl 1918 stellten sich Despard, How-Martyn und Emily Frost Phipps ohne Erfolg in London als unabhängige Anti-Kriegs-Kandidatinnen für Frauenrechte zur Wahl. Sie feierten die Errungenschaft des Frauenwahlrechts und konzentrierten ihre Aktivitäten erneut auf die Probleme der Geschlechtergleichheit, auf gleichen Lohn und die Gleichheit der Moralvorstellungen bei Mann und Frau.
Die WFL nahm an Mitgliederzahl ab, aber unter der Leitung von Marian Reeves machte man weiter, indem man jährliche Geburtstagsfeiern für Despard organisierte und den Minerva Club am Brunswick Square weiterführte. Nach Reeves’ Tod stimmte die Organisation WFL 1961 dafür, sich aufzulösen.

## ZeitungThe Voteund das Wachstum in der Women’s Freedom League
Nach der Gründung der Women’s Freedom League im Jahr 1907 wuchs sie schnell in ganz Großbritannien weiter. Die Liga bestand aus sechzig Niederlassungen und hatte fast viertausend Mitglieder. Die Liga gründete ihre eigene Zeitung mit dem Titel The Vote. Mitglieder der Liga waren unter anderem Schriftstellerinnen, die zur Herstellung der Zeitung einiges beitrugen. The Vote wurde zum wichtigsten Kommunikationsmittel mit der Öffentlichkeit und informierte die Öffentlichkeit über Kampagnen, Proteste und Veranstaltungen. Diese Zeitung trug auch dazu bei, Ideen zum Ersten Weltkrieg zu verbreiten, indem sie es der „Frauenfreiheitsliga“ ermöglichte, sich gegen den Krieg einzusetzen. Mitglieder der Liga weigerten sich, sich an den von der britischen Armee geführten Kampagnen zu beteiligen. Die Mitglieder waren verärgert, als ihre Kampagne für das Frauenwahlrecht während des Krieges zum Erliegen kam.

## Proteste und Veranstaltungen
Das Hauptziel der Liga war es, die Regierung zu kritisieren, zu bekämpfen und zu reformieren. Die Liga veranstaltete Proteste, die sich während des Ersten Weltkriegs für den Pazifismus einsetzten. Die Liga lehnte nicht nur den Krieg ab, sondern benutzte auch friedliche Protestformen wie die Weigerung, Volkszählungsformulare auszufüllen und keine Steuern zu zahlen. So ketteten sich Mitglieder 1908 und 1909 an verschiedene Objekte im Parlament, um gegen die Regierung zu protestieren. Am 28. Oktober 1908 zeigten drei Mitglieder der Women's Freedom League, Muriel Matters, Violet Tillard und Helen Fox, ein Banner im Unterhaus. Die Frauen ketteten sich auch an das Gitter eines Fensters. Die Strafverfolgungsbehörden mussten das Gitter entfernen, während sie noch befestigt waren, bis sie die Schlösser, die sie an das Fenster anschlossen, abfeilen konnten. Dieser Protest wurde als „Grille Incident“ bekannt.
Zwei Mitglieder der Liga, Alice Chapin und Alison Neilans, griffen 1909 während der Nachwahl in Bermondsey Wahllokale an und zerschlugen Flaschen mit korrosiver Flüssigkeit über Wahlurnen, um Stimmen zu vernichten. Ein Wahlvorsteher, George Thornley, wurde bei einem dieser Angriffe auf einem Auge geblendet, und ein liberaler Vertreter erlitt eine schwere Verbrennung am Hals. Die Auszählung verzögerte sich, da die Stimmzettel sorgfältig geprüft werden mussten. 83 Stimmzettel waren beschädigt, aber lesbar, zwei Stimmzettel waren jedoch nicht mehr zu entziffern. Später wurden sie zu je drei Monaten im Holloway Prison verurteilt.
Die „Braunen Frauen“ wurden nach den braunen Mänteln benannt, die sie beim Wandern trugen. Agnes Brown (aus Zufall), Isabel Cowe und vier weitere Frauen brachen von Edinburgh aus auf, um nach London zu laufen. Sie trugen weiße Schals und grüne Hüte, und auf ihren Reisen sammelten sie Unterschriften für eine Petition für Frauenrechte. Die Wanderinnen mussten fünfzehn Meilen täglich laufen und täglich an einem Treffen teilnehmen, so brauchten sie fünf Wochen, um London zu erreichen.

## Archiv
Das Archiv der „Women's Freedom League“ befindet sich in der Women’s Library der Bibliothek der London School of Economics and Political Science.